# Візир (авторадар)
«Візир» (рос. Визир) — мобільний відеозаписуючий вимірювач швидкості (авторадар), створений російськими фахівцями в Санкт-Петербурзі. Його вартість у Росії становить близько 2,8 тисячі доларів.

## Принцип дії приладу
Він не відноситься до серії «лазерних радарів», а є радаром із частотою випромінювання т. зв. K-діапазону.
Цей прилад заміряє не тільки швидкість руху, але й автоматично, в разі порушення водієм швидкісного режиму, починає фото-або відеозйомку порушення. Проти такого доказу будь-які аргументи безсилі. Всі зафіксовані порушення заносяться на його флеш-карту і зберігаються там. Стерти їх можна тільки на комп'ютері. Наприкінці робочого дня всі збережені відеофрагменти переносяться на стаціонарний комп'ютер (через USB-порт). Прилад забезпечує внесення в кадр інформації про дату, час і швидкість руху транспортного засобу. Може працювати як в стаціонарному режимі (його можна встановити на штативі), так і при русі в патрульному автомобілі.
«Візир» здатний фіксувати будь-які порушення: проїзд на червоне світло, недотримання дорожньої розмітки, знаків, порушення ПДР пішоходами тощо.
відеофіксатори «Візир» комплектується пристроєм для розпізнавання номерних знаків. При контролі за дорожнім рухом та вимірюванні швидкості відбувається автоматичне зчитування номерних знаків проходить транспорту і перевірка за поліційними базами, які включають в себе бази викраденого, що перебуває в розшуку, транспорту, а також повні дані громадян, позбавлених водійських прав.
Кожен збережений фото- або Відеофакт недотримання правил дорожнього руху має бути підкріплений відповідним адмінпротоколом. Розбіжність може розцінюватися як хабарництво. Тоді працівникові ДАІ загрожує серйозне службове стягнення аж до звільнення.
Якщо порушення здійснив спецавтомобіль, який виконує оперативне завдання, інспектор повинен оформити службовий рапорт. Після зміни даішники здають радари начальнику, який переглядає зафіксовані порушення і звіряє їх з кількістю адмінпротоколів.
«Візир» дозволяє переглянути лише останнє зображення або відеоролик. Тому даішники можуть фіксувати нові порушення лише після пред'явлення попереднього порушнику візуального докази його провини і початку оформлення адмінпротоколу (в середньому на це йде 10-20 хв.).
Як правило, вночі інспектори ДАІ використовують відеофіксацію порушень, оскільки на фотознімку видно тільки дві яскраві точки передніх фар автомобіля, а відеорежим дозволяє зняти сам факт порушення аж до зупинки транспортного засобу та чіткого визначення його номерного знака. Хоча в даному випадку також існує обмеження — незалежно від об'єму картки пам'яті тривалість кожного ролика не може перевищувати 15 с.